# Aleksandr Aksinin
Aleksandr Aksinin (Leningrad, 4 november 1954 - Sint Petersburg, 28 juli 2020) was een Sovjet-Russisch atleet.

## Biografie
In 1976 won Aksinin Olympisch brons op de 4x100 meter.
Tijdens de Olympische Zomerspelen 1980 werd Aksinin op de 4x100 meter olympisch kampioen, op de 100 meter werd Aksinin vierde.

## Titels
- Olympisch kampioen 4 x 100 m - 1980
- Europees kampioen 4 x 100 m - 1982

## Persoonlijke records
| Onderdeel | Prestatie | Jaar |
| --------- | --------- | ---- |
| 100 m     | 9,9 s     | 1980 |

## Palmares

### 100 m
- 1976: HF OS - 10,50 s
- 1980: 4e OS - 10,42 s

### 4 x 100 m
- 1976:  OS - 38,78 s
- 1978:  EK - 38,82 s
- 1980:  OS - 38,26 s
- 1982:  EK - 38,60 s

1912: Jacobs, Macintosh, d'Arcy, Applegarth ·
1920: Paddock, Scholz, Murchison, Kirksey ·
1924: Clarke, Hussey, Leconey, Murchison ·
1928: Wykoff, Quinn, Borah, Russell ·
1932: Kiesel, Toppino, Dyer, Wykoff ·
1936: Owens, Metcalfe, Draper, Wykoff ·
1948: Ewell, Wright, Dillard, Patton ·
1952: Smith, Dillard, Remigino, Stanfield ·
1956: Murchison, King, Baker, Morrow ·
1960: Cullmann, Hary, Mahlendorf, Lauer ·
1964: Drayton, Ashworth, Stebbins, Hayes ·
1968: Greene, Pender, Smith, Hines ·
1972: Black, Taylor, Tinker, Hart ·
1976: Glance, Jones, Hampton, Riddick ·
1980: Moeravjov, Sidorov, Prokofjev, Aksinin ·
1984: Graddy, Brown, Smith, Lewis ·
1988: Bryzgin, Krylov, Moeravjov, Savin ·
1992: Marsh, Burrell, Mitchell, Lewis ·
1996: Esmie, Gilbert, Surin, Bailey ·
2000: Drummond, Williams, Lewis, Greene ·
2004: Gardener, Campbell, Devonish, Lewis-Francis ·
2008: Bledman, Burns, Callender, Thompson ·
2012: Carter, Frater, Blake, Bolt ·
2016: Powell, Blake, Ashmeade, Bolt ·
2020: Desalu, Jacobs, Patta, Tortu ·
2024: Brown, Blake, Rodney, De Grasse
- World Athletics: 14345126